# Simpsonovi (17. řada)
Sedmnáctá řada amerického animovaného seriálu Simpsonovi je pokračování šestnácté řady tohoto seriálu. Byla vysílána na americké televizní stanici Fox od 11. září 2005 do 21. května 2006. V Česku pak tato řada měla premiéru 25. listopadu 2007 na ČT2. Řada má celkem 22 dílů.

## Zajímavosti
- Ve 3. dílu Milhouse z písku a mlhy se dozvídáme, že Homer nikdy neměl neštovice.
- 6. díl poprvé uvádí celé jméno kočičí dámy – Eleanor Abernathyová.
- V 7. dílu se Milhouse prezentuje s italskými kořeny, kdežto v šestém dílu devatenácté řady vystupuje jako poloviční Dán a Holanďan a v dalším dílu zase jako Řek.
- 7. díl je v italském dabingu pozměněn; Líza se místo italštiny učí italskou historii a Tammy dabuje Alessandra Mussolini, italská politička a neteř Benita Mussoliniho.
- Na konci 11. dílu německé verze se objeví tvář dabérky Marge Simpsonové – Elisabeth Volkmannové, jelikož to byl její poslední nadabovaný díl předtím, než zemřela.
- 13. díl Zdánlivě nekonečný příběh získal cenu Emmy za vynikající animaci, v té době již 9. vítězný díl. Kelsey Grammer poté obdržel cenu pro změnu za vynikající dabing v díle Taliján Bob. Kelsey Grammer dabuje Leváka Boba.
- Vzhledem k tomu, že děda Simpson chtěl provést asistovanou sebevraždu v 16. dílu, museli australští producenti klasifikovat tento díl jako vhodný jen pro dospělé.
- Sedm dílů mělo být původně zařazeno do předchozí šestnácté řady. Původně měl být druhý díl (Děvče, které spalo příliš málo) vysílán jako finálový díl právě šestnácté řady, ale po smrti papeže Jana Pavla II. byla zaměněna za díl Otec, syn a host svatý jako satira katolické církve.

## Hostující známé osobnosti
- Alec Baldwin – ep. 1; americký herec
- Terry Bradshaw – ep. 4; americký fotbalový hráč
- Dennis Rodman – ep. 4; americký hráč basketbalu
- Lily Tomlin – ep. 7; americká herečka
- Maria Grazia Cucinottová – ep. 8; italská herečka
- Kelsey Grammer – ep. 8; americký herec
- Michael York – ep. 10, anglický herec
- William H. Macy – ep. 10; americký herec
- Joe Frazier – ep. 10; americký boxer
- Susan Sarandonová – ep. 14; americká herečka
- Antonio Fargas – ep. 14, americký herec
- Dave Thomas – ep. 14; kanadský herec
- Randy Johnson – ep. 14; americký hráč baseballu
- Ricky Gervais – ep. 15; anglický herec, spisovatel a scenárista
- Richard Dean Anderson – ep. 17; americký herec
- Frances McDormandová – ep. 19; americká herečka
- Sal Bando – ep. 20; americký hráč baseballu
- Gene Tenace – ep. 20; americký hráč baseballu
- Melanie Griffithová – ep. 21; americká herečka
- Larry Hagman – ep. 21; americký herec
- Mandy Mooreová – ep. 22, americká zpěvačka, modelka a herečka
- Stacy Keach – ep. 22; americký herec a komentátor (Discovery Channel)

## Seznam dílů
| Č. v seriálu | Č. v řadě | Původní název                      | Český název                                                                   | Režie             | Scénář                           | Premiéra v USA     | Premiéra v ČR      | Produkční kód |
| ------------ | --------- | ---------------------------------- | ----------------------------------------------------------------------------- | ----------------- | -------------------------------- | ------------------ | ------------------ | ------------- |
| 357          | 1         | The Bonfire of the Manatees        | Ohňostroj oddanosti                                                           | Mark Kirkland     | Dan Greaney                      | 11. září 2005      | 25. listopadu 2007 | GABF18        |
| 358          | 2         | The Girl Who Slept Too Little      | Děvče, které spalo příliš málo                                                | Raymond S. Persi  | John Frink                       | 18. září 2005      | 2. prosince 2007   | GABF16        |
| 359          | 3         | Milhouse of Sand and Fog           | Milhouse z písku a mlhy                                                       | Steven Dean Moore | Patric M. Verrone                | 25. září 2005      | 9. prosince 2007   | GABF19        |
| 360          | 4         | Treehouse of Horror XVI            | Speciální čarodějnický díl                                                    | David Silverman   | Marc Wilmore                     | 6. listopadu 2005  | 16. prosince 2007  | GABF17        |
| 361          | 5         | Marge's Son Poisoning              | Návrat nezdárného syna                                                        | Mike B. Anderson  | Daniel Chun                      | 13. listopadu 2005 | 23. prosince 2007  | GABF20        |
| 362          | 6         | See Homer Run                      | Homer kandiduje                                                               | Nancy Kruseová    | Stephanie Gillisová              | 20. listopadu 2005 | 30. prosince 2007  | GABF21        |
| 363          | 7         | The Last of the Red Hat Mamas      | Pomsta červených rajčátek                                                     | Matthew Nastuk    | Joel H. Cohen                    | 27. listopadu 2005 | 6. ledna 2008      | GABF22        |
| 364          | 8         | The Italian Bob                    | Taliján Bob                                                                   | Mark Kirkland     | John Frink                       | 11. prosince 2005  | 13. ledna 2008     | HABF02        |
| 365          | 9         | Simpsons Christmas Stories         | Simpsonovské vánoční skazky (ČT, Disney+) Simpsonovské vánoční zkazky (Prima) | Steven Dean Moore | Don Payne                        | 18. prosince 2005  | 20. ledna 2008     | HABF01        |
| 366          | 10        | Homer's Paternity Coot             | Čí je vlastně Homer?                                                          | Mike B. Anderson  | Joel H. Cohen                    | 8. ledna 2006      | 27. ledna 2008     | HABF03        |
| 367          | 11        | We're on the Road to D'ohwhere     | Všechny cesty vedou do krimu                                                  | Nancy Kruseová    | Kevin Curran                     | 29. ledna 2006     | 3. února 2008      | HABF04        |
| 368          | 12        | My Fair Laddy                      | Pygmalion v sukni                                                             | Bob Anderson      | Michael Price                    | 26. února 2006     | 10. února 2008     | HABF05        |
| 369          | 13        | The Seemingly Never-Ending Story   | Zdánlivě nekonečný příběh                                                     | Raymond S. Persi  | Ian Maxtone-Graham               | 12. března 2006    | 17. února 2008     | HABF06        |
| 370          | 14        | Bart Has Two Mommies               | Bart má dvě mámy                                                              | Mike Marcantel    | Dana Gould                       | 19. března 2006    | 24. února 2008     | HABF07        |
| 371          | 15        | Homer Simpson, This Is Your Wife   | Homere Simpsone, tohle je tvoje žena                                          | Matthew Nastuk    | Ricky Gervais                    | 26. března 2006    | 2. března 2008     | HABF08        |
| 372          | 16        | Million-Dollar Abie                | Million Dollar Abie                                                           | Steven Dean Moore | Tim Long                         | 2. dubna 2006      | 6. dubna 2008      | HABF09        |
| 373          | 17        | Kiss Kiss, Bang Bangalore          | Salam Banghalore! (ČT, Disney+) Salam Banghalore (Prima)                      | Mark Kirkland     | Deb Lacustová a Dan Castellaneta | 9. dubna 2006      | 13. dubna 2008     | HABF10        |
| 374          | 18        | The Wettest Stories Ever Told      | Nejmokřejší příběh všech dob                                                  | Mike B. Anderson  | Jeff Westbrook                   | 23. dubna 2006     | 20. dubna 2008     | HABF11        |
| 375          | 19        | Girls Just Want to Have Sums       | Holky těžší to maj…?                                                          | Nancy Kruseová    | Matt Selman                      | 30. dubna 2006     | 27. dubna 2008     | HABF12        |
| 376          | 20        | Regarding Margie                   | Myslete na Marge                                                              | Michael Polcino   | Marc Wilmore                     | 7. května 2006     | 25. května 2008    | HABF13        |
| 377          | 21        | The Monkey Suit                    | Opičí proces                                                                  | Raymond S. Persi  | J. Stewart Burns                 | 14. května 2006    | 1. června 2008     | HABF14        |
| 378          | 22        | Marge and Homer Turn a Couple Play | Manželská poradna (ČT, Disney+) Manželská poradna Homera a Marge (Prima)      | Bob Anderson      | Joel H. Cohen                    | 21. května 2006    | 8. června 2008     | HABF16        |